# Filip Polášek
Filip Polášek (Zvolen, 21 juli 1985) is een Slowaakse tennisser. Hij is in 2005 professioneel tennisser geworden. Polášek is voornamelijk actief in het herendubbeltennis.

## Palmares
| Legenda                       | Legenda               |
| ----------------------------- | --------------------- |
| Grand Slam                    |                       |
| Olympische Spelen             |                       |
| tot 2009                      | vanaf 2009            |
| Tennis Masters Cup            | ATP Finals            |
| ATP Masters Series            | ATP Tour Masters 1000 |
| ATP International Series Gold | ATP Tour 500          |
| ATP International Series      | ATP Tour 250          |

### Dubbelspel
| Nr.                              | Datum             | Toernooi          | Ondergrond    | Partner           | Tegenstander in finale                    | Score               | Details |
| -------------------------------- | ----------------- | ----------------- | ------------- | ----------------- | ----------------------------------------- | ------------------- | ------- |
| gewonnen finales herendubbel     |                   |                   |               |                   |                                           |                     |         |
| 1.                               | 7 juli 2008       | ATP Gstaad        | Gravel        | Jaroslav Levinský | Stéphane Bohli Stanislas Wawrinka         | 3–6, 6–2, [10–8]    | details |
| 2.                               | 26 oktober 2008   | ATP St-Petersburg | Hardcourt (i) | Travis Parrott    | Rohan Bopanna Maks Mirni                  | 3-6, 7-6(4), [10-8] | details |
| 3.                               | 19 juli 2008      | ATP Båstad        | Gravel        | Jaroslav Levinský | Robert Lindstedt Robin Söderling          | 1-6, 6-3, [10-7]    | details |
| 4.                               | 1 augustus 2010   | ATP Umag          | Gravel        | Leoš Friedl       | František Čermák Michal Mertiňák          | 3–6, 6–2, [10–8]    | details |
| 5.                               | 1 mei 2011        | ATP Belgrado      | Gravel        | František Čermák  | Oliver Marach Alexander Peya              | 7-5, 6-2            | details |
| 6.                               | 31 juli 2011      | ATP Gstaad        | Gravel        | František Čermák  | Christopher Kad Alexander Peya            | 6-3, 7-6            | details |
| 7.                               | 23 oktober 2011   | ATP Moskou        | Hardcourt (i) | František Čermák  | Carlos Berlocq David Marrero              | 6-3, 6-1            | details |
| 8.                               | 6 januari 2012    | ATP Doha          | Hardcourt     | Lukáš Rosol       | Christopher Kas Philipp Kohlschreiber     | 6-3, 6-4            | details |
| 9.                               | 5 mei 2012        | ATP München       | Gravel        | František Čermák  | Xavier Malisse Dick Norman                | 6-4, 7-5            | details |
| 10.                              | 10 februari 2013  | ATP Zagreb        | Hardcourt (i) | Julian Knowle     | Ivan Dodig Mate Pavić                     | 6-3, 6-3            | details |
| 11.                              | 3 augustus 2019   | ATP Kitzbühel     | Gravel        | Philipp Oswald    | Sander Gillé Joran Vliegen                | 6–4, 6–4            | details |
| 12.                              | 18 augustus 2019  | ATP Cincinnati    | Hardcourt     | Ivan Dodig        | Juan Sebastián Cabal Robert Farah Maksoud | 4-6, 6-4, [10-6]    | details |
| 13.                              | 6 oktober 2019    | ATP Peking        | Hardcourt     | Ivan Dodig        | Łukasz Kubot Marcelo Melo                 | 6-3, 7-6(4)         | details |
| 14.                              | 21 februari 2021  | Australian Open   | Hardcourt     | Ivan Dodig        | Rajeev Ram Joe Salisbury                  | 6-3, 6-4            | details |
| 15.                              | 17 oktober 2021   | ATP Indian Wells  | Hardcourt     | John Peers        | Aslan Karatsev Andrej Roebljov            | 6-3, 7-6(5)         | details |
| 16.                              | 15 januari 2022   | ATP Sydney        | Hardcourt     | John Peers        | Simone Bolelli Fabio Fognini              | 7-5, 7-5            | details |
| verloren finales herendubbel     |                   |                   |               |                   |                                           |                     |         |
| 1.                               | 14 april 2008     | ATP Valencia      | Gravel        | Travis Parrott    | Máximo González Juan Mónaco               | 5-7, 5-7            | details |
| 2.                               | 22 februari 2009  | ATP Memphis       | Hardcourt     | Travis Parrott    | Mardy Fish & Mark Knowles                 | 6-7(7), 1-6         | details |
| 3.                               | 20 juni 2009      | ATP Eastbourne    | Gras          | Travis Parrott    | Mariusz Fyrstenberg Marcin Matkowski      | 4-6, 4-6            | details |
| 4.                               | 26 juli 2009      | ATP Hamburg       | Gravel        | Marcelo Melo      | Simon Aspelin Paul Hanley                 | 3-6, 3-6            | details |
| 5.                               | 2 augustus 2009   | ATP Gstaad        | Gravel        | Jaroslav Levinský | Michael Lammer Marco Chiudinelli          | 5-7, 3-6            | details |
| 6.                               | 13 juni 2010      | ATP Halle         | Gras          | Martin Damm       | Michail Joezjny Serhij Stachovsky         | 6-4, 5-7, [7-10]    | details |
| 7.                               | 24 juli 2011      | ATP Hamburg       | Gravel        | František Čermák  | Oliver Marach Alexander Peya              | 4-6, 1-6            | details |
| 8.                               | 2 oktober 2011    | ATP Kuala Lumpur  | Hardcourt (i) | František Čermák  | Eric Butorac Jean-Julien Rojer            | 1-6, 3-6            | details |
| 9.                               | 9 oktober 2011    | ATP Tokio         | Hardcourt     | František Čermák  | Andy Murray Jamie Murray                  | 1-6, 4-6            | details |
| 10.                              | 14 januari 2012   | ATP Auckland      | Hardcourt     | František Čermák  | Oliver Marach Alexander Peya              | 3-6, 2-6            | details |
| 11.                              | 26 mei 2012       | ATP Nice          | Gravel        | Oliver Marach     | Bob Bryan Mike Bryan                      | 6-7(5), 3-6         | details |
| 12.                              | 21 oktober 2012   | ATP Wenen         | Hardcourt (i) | Julian Knowle     | Andre Begemann Martin Emmrich             | 4-6, 6-3, [4-10]    | details |
| 13.                              | 5 januari 2013    | ATP Doha          | Hardcourt     | Julian Knowle     | Christopher Kas Philipp Kohlschreiber     | 5-7, 4-6            | details |
| 14.                              | 29 juni 2019      | ATP Antalya       | Gras          | Ivan Dodig        | Jonathan Erlich Artem Sitak               | 3-6, 4-6            | details |
| 15.                              | 28 juli 2019      | ATP Gstaad        | Gravel        | Philipp Oswald    | Sander Gillé Joran Vliegen                | 4–6, 3–6            | details |
| 16.                              | 18 januari 2020   | ATP Adelaide      | Hardcourt     | Ivan Dodig        | Máximo González Fabrice Martin            | 6-7(12), 3-6        | details |
| 18.                              | 12 januari 2021   | ATP Antalya       | Hardcourt     | Ivan Dodig        | Nikola Mektić Mate Pavić                  | 2-6, 4-6            | details |
| 19.                              | 3 oktober 2021    | ATP San Diego     | Hardcourt     | John Peers        | Joe Salisbury Neal Skupski                | 6-7(2), 6-3, [5-10] | details |
| Gewonnen challengers herendubbel |                   |                   |               |                   |                                           |                     |         |
| 1.                               | 27 november 2005  | Praag             | Tapijt (i)    | Serhij Stachovsky | James Auckland Jasper Smit                | 6-3, 3-6, 7-6       |         |
| 2.                               | 17 juni 2007      | Košice            | Gravel        | Lukáš Rosol       | Leonardo Azzaro Flavio Cipolla            | 6-1, 7-6            |         |
| 3.                               | 15 juli 2007      | Oberstaufen       | Gravel        | Igor Zelenay      | Peter Gojowczyk Marc Sieber               | 7-5, 7-5            |         |
| 4.                               | 30 september 2007 | Trnava            | Gravel        | Igor Zelenay      | Diego Junquiera Rubén Ramírez Hidalgo     | 6-1, 6-4            |         |
| 5.                               | 7 oktober 2007    | Bergen            | Hardcourt (i) | Tomasz Bednarek   | Philipp Petzschner Alexander Peya         | 6-2, 5-7, [10-8]    |         |
| 6.                               | 23 maart 2008     | San Luis Potosí   | Gravel        | Travis Parrott    | Jean-Julien Rojer Márcio Torres           | 6-2, 6-1            |         |
| 7.                               | 30 maart 2008     | León              | Hardcourt     | Travis Parrott    | Brendan Evans Alex Kuznetsov              | 6-4, 6-1            |         |
| 8.                               | 21 maart 2010     | Sunrise           | Hardcourt     | Martin Damm       | Lukáš Dlouhý Leander Paes                 | 4-6, 6-1, [13-11]   |         |
| 9.                               | 10 oktober 2010   | Bergen            | Hardcourt (i) | Igor Zelenay      | Ruben Bemelmans Yannick Mertens           | 3-6, 6-4, [10-5]    |         |
| 10.                              | 16 september 2018 | Szczecin          | Gravel        | Karol Drzewiecki  | Guido Andreozzi Guillermo Durán           | 6-3, 6-4            |         |
| 11.                              | 10 februari 2019  | Boedapest         | Hardcourt (i) | Kevin Krawietz    | Filippo Baldi Luca Margaroli              | 7-5, 7-6            |         |
| 12.                              | 5 mei 2019        | Ostrava           | Gravel        | Luca Margaroli    | Thiemo de Bakker Tallon Griekspoor        | 6-4, 2-6, [10-8]    |         |
| 13.                              | 12 mei 2019       | Rome              | Gravel        | Philipp Oswald    | Nikola Ćaćić Adam Pavlásek                | walk-over           |         |
| 14.                              | 19 mei 2019       | Lissabon          | Gravel        | Philipp Oswald    | Guido Andreozzi Guillermo Durán           | 7-5, 6-2            |         |
| 15.                              | 9 juni 2019       | Prostějov         | Gravel        | Philipp Oswald    | Jiri Lehecka Jiří Veselý                  | 6-4, 7-64           |         |
| 16.                              | 16 juni 2019      | Lyon              | Gravel        | Philipp Oswald    | Simone Bolelli Andrea Pellegrino          | 6-4, 7-62           |         |

## Resultaten grandslamtoernooien
| Legenda | Legenda                          |
| ------- | -------------------------------- |
| g.t.    | geen toernooi gehouden           |
| l.c.    | lagere categorie                 |
| –       | niet deelgenomen                 |
| G       | uitgeschakeld in de groepsfase   |
| 1R      | uitgeschakeld in de eerste ronde |
| 2R      | uitgeschakeld in de tweede ronde |
| 3R      | uitgeschakeld in de derde ronde  |
| 4R      | uitgeschakeld in de vierde ronde |
| KF      | uitgeschakeld in de kwartfinale  |
| HF      | uitgeschakeld in de halve finale |
| F       | de finale verloren               |
| W       | het toernooi gewonnen            |
| w-v     | winst/verlies-balans             |

### Mannendubbelspel
| Grandslamtoernooien    |      |      |      |      |      |      |      |      |      |      |      |      |      |      |
| Australian Open        | –    | 2R   | 2R   | 2R   | 3R   | 1R   | –    | –    | –    | –    | –    | –    | HF   | W    |
| Roland Garros          | 1R   | 2R   | 1R   | 3R   | 2R   | 1R   | –    | –    | –    | –    | –    | –    | 3R   | 2R   |
| Wimbledon              | 3R   | 2R   | 3R   | 1R   | 1R   | 1R   | –    | –    | –    | –    | –    | HF   | g.t. | 2R   |
| US Open                | 1R   | 1R   | 2R   | 1R   | KF   | 1R   | –    | –    | –    | –    | –    | 1R   | 1R   |      |
| ATP Finals             |      |      |      |      |      |      |      |      |      |      |      |      |      |      |
| ATP Finals             | –    | –    | –    | –    | –    | –    | –    | –    | –    | –    | –    | G    | –    |      |
| ATP Masters 1000       |      |      |      |      |      |      |      |      |      |      |      |      |      |      |
| Indian Wells           | –    | 2R   | 1R   | –    | –    | –    | –    | –    | –    | –    | –    | –    | g.t. | W    |
| Miami                  | –    | –    | 2R   | –    | 1R   | –    | –    | –    | –    | –    | –    | –    | g.t. | HF   |
| Monte Carlo            | –    | –    | –    | –    | 2R   | –    | –    | –    | –    | –    | –    | –    | g.t. | 2R   |
| Hamburg                | –    | l.c. | l.c. | l.c. | l.c. | l.c. | l.c. | l.c. | l.c. | l.c. | l.c. | l.c. | l.c. | l.c. |
| Madrid                 | –    | –    | –    | –    | 2R   | 2R   | –    | –    | –    | –    | –    | –    | g.t. | KF   |
| Rome                   | –    | –    | 1R   | –    | 1R   | 1R   | –    | –    | –    | –    | –    | –    | 1R   | 2R   |
| Montreal/Toronto       | –    | 1R   | –    | –    | –    | –    | –    | –    | –    | –    | –    | 1R   | g.t. | 1R   |
| Cincinnati             | –    | –    | –    | –    | –    | –    | –    | –    | –    | –    | –    | W    | 1R   |      |
| Shanghai               | l.c. | 2R   | –    | –    | –    | –    | –    | –    | –    | –    | –    | KF   | g.t. |      |
| Parijs                 | –    | 1R   | –    | 2R   | 1R   | –    | –    | –    | –    | –    | –    | HF   | –    |      |
| Olympische Spelen      |      |      |      |      |      |      |      |      |      |      |      |      |      |      |
| Olympische Spelen      | –    | g.t. | g.t. | g.t. | –    | g.t. | g.t. | g.t. | –    | g.t. | g.t. | g.t. | g.t. | 2R   |
| Statistieken           |      |      |      |      |      |      |      |      |      |      |      |      |      |      |
| aantal titels per jaar | 3    | 0    | 1    | 3    | 2    | 1    | 0    | 0    | 0    | 0    | 0    | 3    | 0    | 2    |
| eindejaarsranking      | 36   | 31   | 43   | 24   | 32   | 54   | 1139 | —    | —    | —    | 163  | 13   | 17   |      |